# Porculus grossus
Porculus grossus is een keversoort uit de familie houtzwamkevers (Ciidae). De wetenschappelijke naam van de soort werd in 1987 gepubliceerd door John F. Lawrence.